# Cortina, Vinberg
Cortina är ett dansställe strax utanför Vinberg i Falkenbergs kommun, Sverige. Dansstället anlades på 1930-talet och tog sitt namn efter Cortina d'Ampezzo.
Publikrekordet är från 1960-talet då Lill-Babs drog över 1000 dansare. Anläggningen är mest känd för att AC/DC gjorde sin första spelning i ett icke-engelskspråkigt land där 16 juli 1976 De var då pausband till dansbandet Jigs